# Strymon suffusa
Strymon suffusa är en fjärilsart som beskrevs av Tutt. Strymon suffusa ingår i släktet Strymon och familjen juvelvingar. Inga underarter finns listade i Catalogue of Life.